# Euonymus recurvans
Euonymus recurvans là một loài thực vật có hoa trong họ Dây gối. Loài này được Miq. mô tả khoa học đầu tiên năm 1861.